# Diócesis de Fenoarivo Atsinanana
La diócesis de Fenoarivo Atsinanana (en latín: Dioecesis Fenoariven(sis)-Atsinananen(sis) y en francés: Diocèse de Fenoarivo-Atsinanana) es una circunscripción eclesiástica latina de la Iglesia católica en Madagascar, sufragánea de la arquidiócesis de Toamasina. La diócesis tiene al obispo Marcellin Randriamamonjy como su ordinario desde el 10 de febrero de 2009.

## Territorio y organización
La diócesis tiene 25 000 km² y extiende su jurisdicción sobre los fieles católicos de rito latino residentes en parte de la región de Analanjirofo.
La sede de la diócesis se encuentra en la ciudad de Fenoarivo Atsinanana, en donde se halla la Catedral de San Mauricio.
En 2019 en la diócesis existían 11 parroquias.

## Historia
La diócesis fue erigida el 30 de octubre de 2000, obteniendo el territorio de la arquidiócesis de Antsiranana, de la que originalmente era sufragánea.
El 26 de febrero de 2010 pasó a formar parte de la provincia eclesiástica de la arquidiócesis de Toamasina.

## Estadísticas
De acuerdo al Anuario Pontificio 2020 la diócesis tenía a fines de 2019 un total de 405 000 fieles bautizados.
| Año                                                                             | Población            | Población | Población      | Sacerdotes | Sacerdotes    | Sacerdotes    | Bautizados por sacerdote | Diáconos permanentes | Religiosos | Religiosos | Parroquias |
| Año                                                                             | Bautizados católicos | Total     | % de católicos | Total      | Clero secular | Clero regular | Bautizados por sacerdote | Diáconos permanentes | Varones    | Mujeres    | Parroquias |
| ------------------------------------------------------------------------------- | -------------------- | --------- | -------------- | ---------- | ------------- | ------------- | ------------------------ | -------------------- | ---------- | ---------- | ---------- |
| 2000                                                                            | 100 000              | 740 460   | 13.5           | 26         | 12            | 14            | 3846                     |                      | 14         | 43         | 6          |
| 2001                                                                            | 100 000              | 740 460   | 13.5           | 26         | 12            | 14            | 3846                     |                      | 14         | 43         | 6          |
| 2002                                                                            | 175 000              | 739 166   | 23.7           | 27         | 21            | 6             | 6481                     |                      | 6          | 53         | 6          |
| 2003                                                                            | 175 000              | 739 166   | 23.7           | 29         | 23            | 6             | 6034                     |                      | 6          | 53         | 6          |
| 2004                                                                            | 110 850              | 739 116   | 15.0           | 30         | 28            | 2             | 3695                     |                      | 2          | 56         | 7          |
| 2006                                                                            | 120 000              | 781 000   | 15.4           | 31         | 29            | 2             | 3870                     |                      | 2          | 56         | 8          |
| 2013                                                                            | 308 000              | 939 000   | 32.8           | 37         | 35            | 2             | 8324                     |                      | 2          | 59         | 10         |
| 2016                                                                            | 374 106              | 1 019 000 | 36.7           | 34         | 34            |               | 11 003                   | 6                    | 15         | 69         | 10         |
| 2019                                                                            | 405 000              | 1 046 500 | 38.7           | 41         | 38            | 3             | 9878                     |                      | 3          | 68         | 11         |
| Fuente: Catholic-Hierarchy, que a su vez toma los datos del Anuario Pontificio. |                      |           |                |            |               |               |                          |                      |            |            |            |

## Episcopologio
- Désiré Tsarahazana (30 de octubre de 2000- 24 de noviembre de 2008 nombrado obispo de Toamasina)
- Marcellin Randriamamonjy, desde el 10 de febrero de 2009